# Adventures in the Magic Kingdom
Adventures in the Magic Kingdom (dansk oversættelse: Eventyr i det Magiske Rige)  er et videospil fra 1990 til Nintendo Entertainment System, baseret på en række af Disneys film, figurer og forlystelser fra Magic Kingdom forlystelsesparken.